# Ідрійська Бела
Ідрійска Бела (словен. Idrijska Bela) — поселення в общині Ідрія, Регіон Горишка,  Словенія. Розташоване на пагорбах на північний захід від міста Ідрія. Висота над рівнем моря: 414,7 м.